# 三教士之家
三教士之家（Dom Trzech Kaznodziei）是波兰格但斯克的一座风格主义联排房屋。 位于格但斯克老城中心的卡塔津基街上。

## 历史
这座房子建于1599年至1602年间，由当地建筑师安托尼斯·范·奥伯根设计。 最初，它为在附近的格但斯克圣凯瑟琳教堂服务的路德宗神职人员提供房间。 其立面是该地区为数极少的经过第二次世界大战幸存下来的建筑之一，分为三个不同的部分，使该建筑看起来像三个相同但独立的联排房屋。 这使得这座大型建筑更适合周围狭窄的中世纪联排房屋。 这是范·奥伯根的许多项目的共同特点，尤其是格但斯克大军械库和绿门。 立面前竖立着一根镀金栏杆。
立面的三个部分由屋顶下方的德语铭文连接在一起，上面写着“DIE AVF DEN HERRN HARREN KRIEGEN NEVE KRAFT DASS SIE AVFFAHREN MIT FLVEGELN WIE ADLER”（中文：但那等候耶和华的必从新得力，他们必如鹰展翅上腾）。
1967年2月27日，该建筑列入文化遗产名录。 1970年进行全面修复和重建。目前是地区内分泌保健中心所在地。 